# Day of the Jackanapes
«Day of the Jackanapes» (с англ. — «Сайдшоу Боб возвращается») — тринадцатый эпизод двенадцатого сезона мультсериала «Симпсоны». Впервые вышел в эфир 18 февраля 2001 года.

## Сюжет
Шоу Красти теряет рейтинги из-за других телепередач, вроде местной версии программы «Кто хочет стать миллионером?». К тому же продюсеры Красти даже во время съёмок шоу постоянно делают клоуну замечания и дают ему различные советы, тем самым очень раздражая его. Красти не выдерживает такого напора и объявляет об отставке. Он решает дать последний прощальный концерт, на который приглашает многих людей, включая и семейку Симпсонов. Об этом узнаёт старый враг Красти Сайдшоу Боб, который следит за событиями по телевизору в своей тюремной камере. Бывший помощник клоуна доволен окончанием карьеры своего бывшего коллеги, но приходит в ярость, когда узнаёт из интервью, что Красти стёр все кассеты, на которых были записаны совместные выступления Боба и Красти. Это окончательно выводит злодея из себя и он, добившись досрочного освобождения, решает отомстить Красти.
Для начала он устраивается диктором в Спрингфилдскую Начальную Школу и через радио просит Барта прийти к школьному сараю. Мальчик не подозревает об опасности и вскоре он предстаёт лицом к лицу перед своим злейшим врагом! Но Барт не боится Боба, ведь все попытки злодея убить Барта оканчивались полным провалом, поэтому мальчик уверен, что и в седьмой раз удача от него не отвернётся. Но Боб поймал Барта не для того, чтобы покончить с ним: он гипнотизирует мальчика, чтобы вскоре убить и Красти, и Барта. Никто не замечает изменений в поведении Барта, а Боб тем временем учит мальчика ненавидеть клоуна и тот даже разбивает статую Красти возле ресторана «Красти Бургер».
И вот наступил день финального выступления Красти. Боб незаметно пробирается через служебный вход внутрь театра и готовится исполнить свою двойную месть. Он надевает на Барта пояс со взрывчаткой и приказывает ему обнять клоуна после фразы «У меня ещё никогда не было таких замечательных зрителей». От обнимания сработала бы взрывчатка и таким образом Боб избавился бы от двух ненавистных ему людей сразу. Барт готовится исполнить приказ, а Боб удобно располагается на верхушке сцены, чтобы вдоволь насладиться зрелищем. Но вскоре происходит то, чего Боб явно не ожидал: Красти вспоминает о тех временах, когда они с Бобом выступали дуэтом и даже сильно раскаивается в том, что именно он толкнул Боба на путь злодеяний. Растроганный этим, Боб пытается остановить Барта, но тщетно. От неминуемой расправы Красти спасает его обезьянка-помощник: завидев на Барте пояс со взрывчаткой, она ловко сбрасывает его с мальчика… и бросает его прямо в комнату, где сидели доставучие продюсеры Красти! (К несчастью, продюсеры регенерировались и выжили после взрыва).
Вскоре Красти вместе с Бобом и Симпсонами празднуют пережитое в дорогом ресторане. Красти не держит зла на Боба, ведь каждая попытка злодея убить клоуна резко повышает рейтинги последнего, за что тот очень благодарен Бобу. Но несмотря на примирение двух бывших коллег, за очередную попытку убить Красти полиция решает казнить Боба с помощью гильотины (хотя злодей и рассчитывает на честный суд).